# كوتا واكاباياشي
كوتا واكاباياشي هو منافس ألعاب قوى ياباني، ولد في 23 أكتوبر 1997وهو متخصص في سباقات 400 متر.

## وصلات خارجية
- كوتا واكاباياشي على موقع الاتحاد الدولي لألعاب القوى (الإنجليزية)
- كوتا واكاباياشي على موقع الرابطة اليابانية لاتحادات ألعاب القوى (اليابانية)